# Атанасије Петровић Ташко
Атанасије Петровић Ташко (Крушево, 11. мај 1866 — Куманово, 1905) био је српски свештеник и протојерејски намесник скопског митрополита у Куманову крајем 19. и почетком 20. века.
Ташко је био Цинцар из Крушева, а у Куманово је дошао по занату, будући да је био терзија. У Куманову се оженио ћерком једног локалног трговца и запопио се око 1895. године.
Одбијање Срба у околини Куманова, првенствено у области Козјачија и прилично изражена српска национална свест којој је Ташко импоновао необазирујући се на претње ВМРО-а који му је претио убиством ако се не изјасни као Бугарин импоновали су Србима у Куманову и околини. Када је основана српска четничка организација прота Ташко је постао вођа кумановског одбора српске четничке организације. Припадници ВМРО-а убили су га у Куманову 15. јануара 1905. године. У циљу освете за убиство проте Ташка, чланови српске револуционaрне организације из Куманова су убили егзархијског проту Александра, четрдесетог дана од смрти проте Ташка, у време када је Ташку држан парастос.